# ارترايف: ذا ارتبوب بول
ArtRave: The Artpop Ball (تكتب: artRAVE: The ARTPOP Ball بالعربية: ارترايف: ذا ارتبوب بول) هي رابع جولة موسيقية عالمية للفنانة الأمريكية ليدي غاغا، وكانت الجولة ترويجية من أجل ألبومها الاستوديو الثاني، ارتبوب.
بدأت الجولة في تاريخ 4 مايو سنة 2014 في فورت لاودردال, الولايات المتحدة وانتهت في تاريخ 24 نوفمبر سنة 2014 في باريس, فرنسا.

## قائمة الأغاني
1. "Artpop"
2. "G.U.Y."
3. "Donatella"
4. "Fashion!"
5. "Venus"
6. "Manicure"
7. "Cake Like Lady Gaga"
8. "Just Dance"
9. "Poker Face"
10. "Telephone"
11. "Partynauseous"
12. "Paparazzi"
13. "Do What U Want"
14. "Born This Way"
15. "Jewels n' Drugs"
16. "Aura"
17. "Sexxx Dreams"
18. "Mary Jane Holland"
19. "Alejandro"
20. "Ratchet"
21. "Bad Romance"
22. "Applause"
23. "Swine"
24. "Gypsy"

## روابط خارجية
- ارترايف: ذا ارتبوب بول على موقع ميوزك برينز (الإنجليزية)